# Pacyfikacja wsi Budy i Huta Dzierążyńska
Pacyfikacja wsi Budy i Huta Dzierążyńska – masowy mord na ludności cywilnej dokonany przez okupantów niemieckich 29 stycznia 1943 roku we wsiach Budy i Huta Dzierążyńska na Zamojszczyźnie.
27 stycznia 1943 roku w Dzierążni doszło do starcia pomiędzy niemiecką żandarmerią a partyzantami Batalionów Chłopskich. W odwecie Niemcy spacyfikowali tę wieś, a dwa dni później także sąsiednie Budy i Hutę Dzierążyńską. W tych ostatnich zamordowano 71 Polaków, w tym wiele kobiet i dzieci. Pacyfikacje Dzierążni, Bud i Huty Dzierążyńskiej skłoniły miejscowe kierownictwo BCh do podjęcia otwartej walki z Niemcami, co w konsekwencji doprowadziło do bitwy pod Zaborecznem.

## Geneza
Budy i Huta Dzierążyńska leżą w powiecie tomaszowskim, na wschód od szosy łączącej Zamość z Tomaszowem Lubelskim. Są położone tak blisko siebie, że stanowią w zasadzie jedną całość, a ich zabudowa rozciąga się na blisko 2,5 kilometra. Przed pacyfikacją Huta liczyła 130 gospodarstw i 650 mieszkańców. W okresie niemieckiej okupacji jej mieszkańcy aktywnie współpracowali z ruchem oporu. We wsi istniała placówka Batalionów Chłopskich.
Pod koniec listopada 1942 roku pod kierownictwem dowódcy SS i policji na dystrykt lubelski, SS-Brigadeführera Odilo Globocnika, rozpoczęto na Zamojszczyźnie szeroko zakrojoną operację wysiedleńczą. Jej celem było wypędzenie z tego regionu około 100 tys. Polaków, na których miejsce zamierzano osiedlić niemieckich kolonistów, przede wszystkim volksdeutschów ze Słowenii, Lotaryngii i Besarabii. Działania Niemców spotkały się z biernym oporem wysiedlanej ludności oraz ze zbrojną reakcją polskiego ruchu oporu. Oddziały partyzanckie Batalionów Chłopskich, Armii Krajowej i Gwardii Ludowej usiłowały powstrzymać ekspedycje pacyfikacyjno-wysiedleńcze, atakowały niemieckie obiekty gospodarcze i komunikacyjne, a także przeprowadzały akcje odwetowe we wsiach zasiedlonych przez niemieckich kolonistów.

## Przebieg pacyfikacji

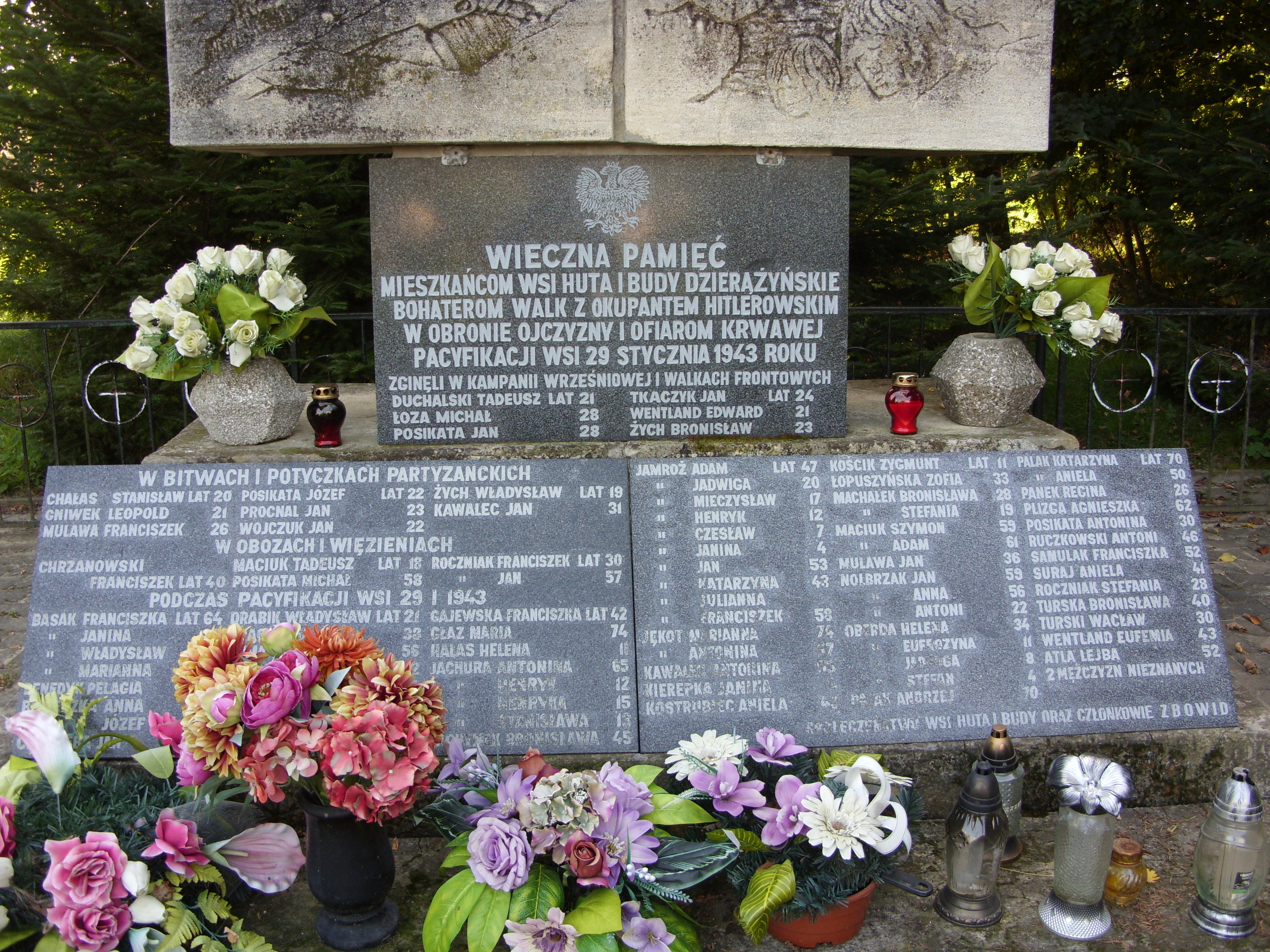
Tablice z nazwiskami ofiar pacyfikacji

27 stycznia 1943 roku w Dzierążni pojawili się niemieccy żandarmi z posterunków w Zamościu i Rachaniach. Aresztowali kilku mieszkańców, w tym członków miejscowej placówki BCh. W sąsiedniej Hucie Dzierążyńskiej przebywał wtedy komendant Obwodu Tomaszów Lubelski BCh kpt. Franciszek Bartłomowicz ps. „Grzmot” wraz ze swym zastępcą, por. Robertem Aborowiczem ps. „Azja”. Na wieść o aresztowaniach „Grzmot” rozkazał „Azji” zebrać miejscowych członków BCh i odbić więźniów. W ślad za tym rozkazem partyzanci udali się do Dzierążni i otoczyli dom sołtysa, w którym Niemcy umieścili aresztantów. Gdy żandarmi szykowali się, by wraz z więźniami opuścić wieś, Polacy przystąpili do ataku. W walce zginęło dwóch, czterech lub nawet pięciu żandarmów. Partyzanci również ponieśli straty; w zależności od źródła podaje się, że wyniosły one od jednego do kilku zabitych, a także kilku rannych. Wśród tych ostatnich znalazł się por. „Azja”. Jednemu lub kilku Niemcom udało się zbiec i zaalarmować posterunek żandarmerii w Tomaszowie Lubelskim oraz placówkę Gestapo w Zamościu.
Tego samego dnia do Huty Dzierżyńskiej przybyło dwóch żandarmów, rzekomo w celu nabycia jajek i masła. Natknęli się na polskich partyzantów, którzy eskortowali kolegów rannych w czasie starcia w Dzierążni. Jednego Niemca zabito, drugi zdołał uciec. Partyzanci spodziewając się niemieckiego odwetu, wezwali mieszkańców Dzierążni i Huty do ucieczki. Tylko część ludności posłuchała jednak tego ostrzeżenia. Tymczasem 28 stycznia Niemcy rozpoczęli pacyfikację Dzierążni, która potrwała do 29 stycznia. Jej ofiarą padło ponad 60 Polaków, w tym wiele kobiet i dzieci.
29 stycznia do Bud i Huty przybył silny oddział żandarmerii. Niemcy zabijali wszystkich napotkanych Polaków bez względu na wiek i płeć. Nie oszczędzano nawet niemowląt. Świadkowie zeznawali, iż miały miejsce przypadki zabijania małych dzieci kolbami karabinowymi. Niemcy nie spalili natomiast zabudowań, gdyż docelowo zamierzali osiedlić w Hucie swoich kolonistów.
Źródła podają rozbieżne informacje na temat liczby ofiar. Czesław Madajczyk szacował ją na 50 osób. Autorzy opracowania Zbrodnie hitlerowskie na wsi polskiej 1939–1945 wymienili nazwiska 57 zamordowanych, dodając jednocześnie, iż wśród ofiar znalazło się również dwóch N.N. mężczyzn. Rejestr miejsc i faktów zbrodni popełnionych przez okupanta hitlerowskiego na ziemiach polskich informuje natomiast, że w czasie pacyfikacji zamordowano 71 osób. Źródła konspiracyjne donosiły o blisko 80 zabitych. W gronie zidentyfikowanych ofiar znalazło się 28 kobiet i 15 dzieci.
Zwłoki zamordowanych zostały pogrzebane w zbiorowej mogile wykopanej na polu Józefa Kościka.

## Epilog

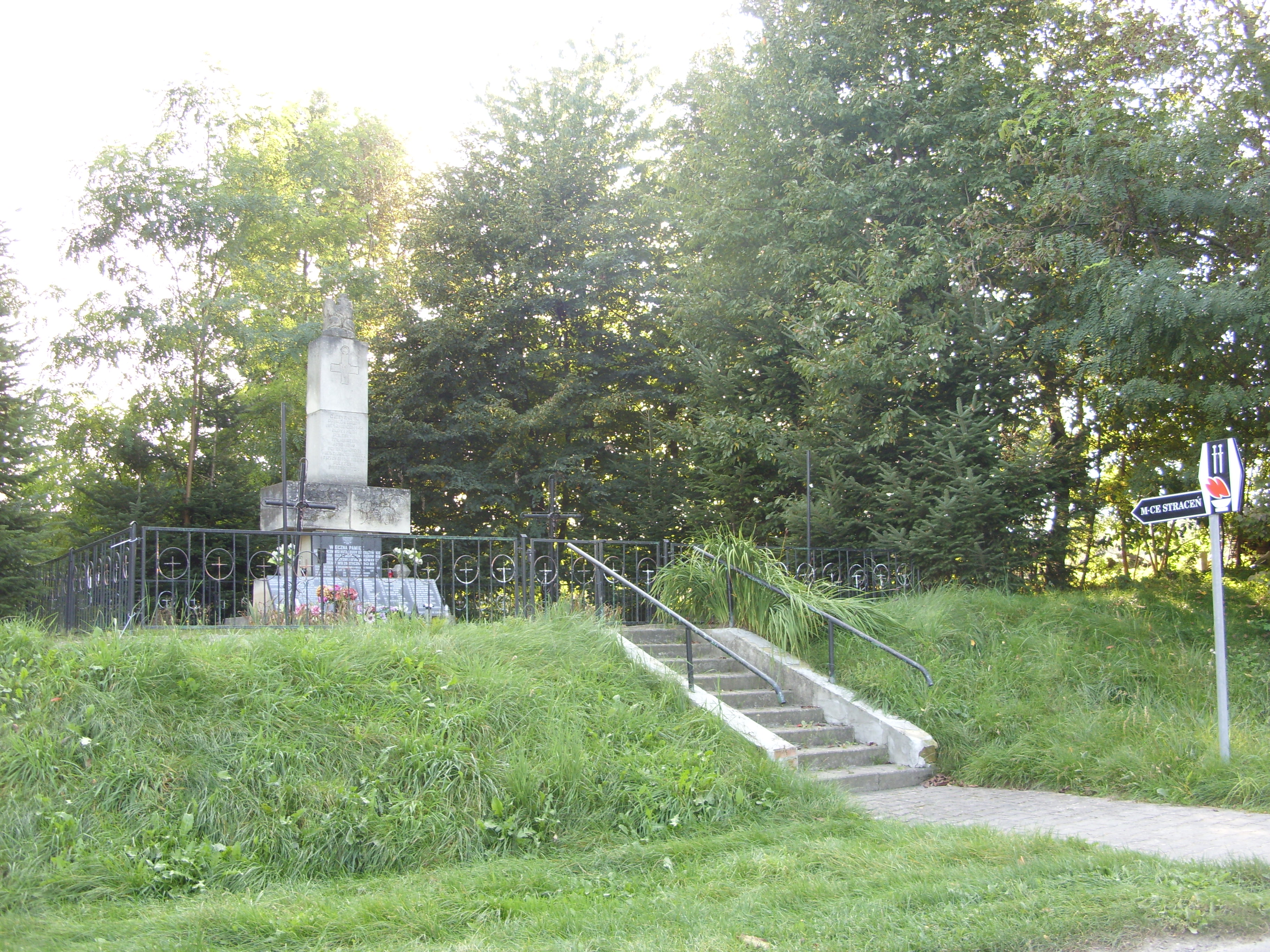
Miejsce straceń w Hucie Dzierążyńskiej

Tego samego dnia, gdy dokonano zbrodni w Budach i Hucie Dzierążyńskiej, Niemcy spacyfikowali – aczkolwiek z innej przyczyny – pobliski Sumin. We wsi, zamieszkanej w większości przez ludność ukraińską, zamordowano 50 osób. Owa seria pacyfikacji została odnotowana w sprawozdaniach Rady Głównej Opiekuńczej i raportach Polskiego Państwa Podziemnego.
Pacyfikacje Dzierążni, Bud i Huty skłoniły miejscowe kierownictwo BCh do podjęcia otwartej walki z Niemcami, co w konsekwencji doprowadziło do bitwy pod Zaborecznem (1–2 lutego 1943). Po bitwie część mieszkańców powróciła do swych domów. Kilka miesięcy później Niemcy wysiedlili jednak całą ludność. Młodzież zbiegła wówczas do lasów, zasilając oddziały partyzanckie.
Po wojnie zbiorowy grób ofiar pacyfikacji oznaczono krzyżem.